# Acacia marramamba
Acacia marramamba är en ärtväxtart som beskrevs av Bruce R. Maslin. Acacia marramamba ingår i släktet akacior, och familjen ärtväxter. Inga underarter finns listade i Catalogue of Life.